# Willie Applegarth
William Reuben Applegarth, detto Willie (Guisborough, 11 maggio 1890 – Schenectady, 5 dicembre 1958), è stato un velocista britannico.
Prese parte ai Giochi olimpici di Stoccolma 1912, vincendo la medaglia di bronzo nei 200 metri piani e l'oro nella staffetta 4×100 metri (con i connazionali Victor d'Arcy, David Jacobs e Henry Macintosh).
Ha detenuto il record europeo dei 200 metri piani (220 iarde) dal 1914 al 1928 con il tempo manuale di 21"2.

## Palmarès
| Anno | Manifestazione  | Sede      | Evento      | Risultato  | Prestazione | Note |
| ---- | --------------- | --------- | ----------- | ---------- | ----------- | ---- |
| 1912 | Giochi olimpici | Stoccolma | 100 m piani | Semifinale | n/d         |      |
| 1912 | Giochi olimpici | Stoccolma | 200 m piani | Bronzo     | 21"9        |      |
| 1912 | Giochi olimpici | Stoccolma | 4×100 m     | Oro        | 42"4        |      |